# Valentin Bousch
Valentin Bousch (auch Valentin Bouch oder Valentin Bouché; * Ende des 15. Jahrhunderts in Straßburg; † August 1541 in Metz) war ein elsässischer Glaser und Glasmaler, der vor allem für die Kirche von Saint-Nicolas-de-Port und für die Kathedrale von Metz arbeitete.

## Leben

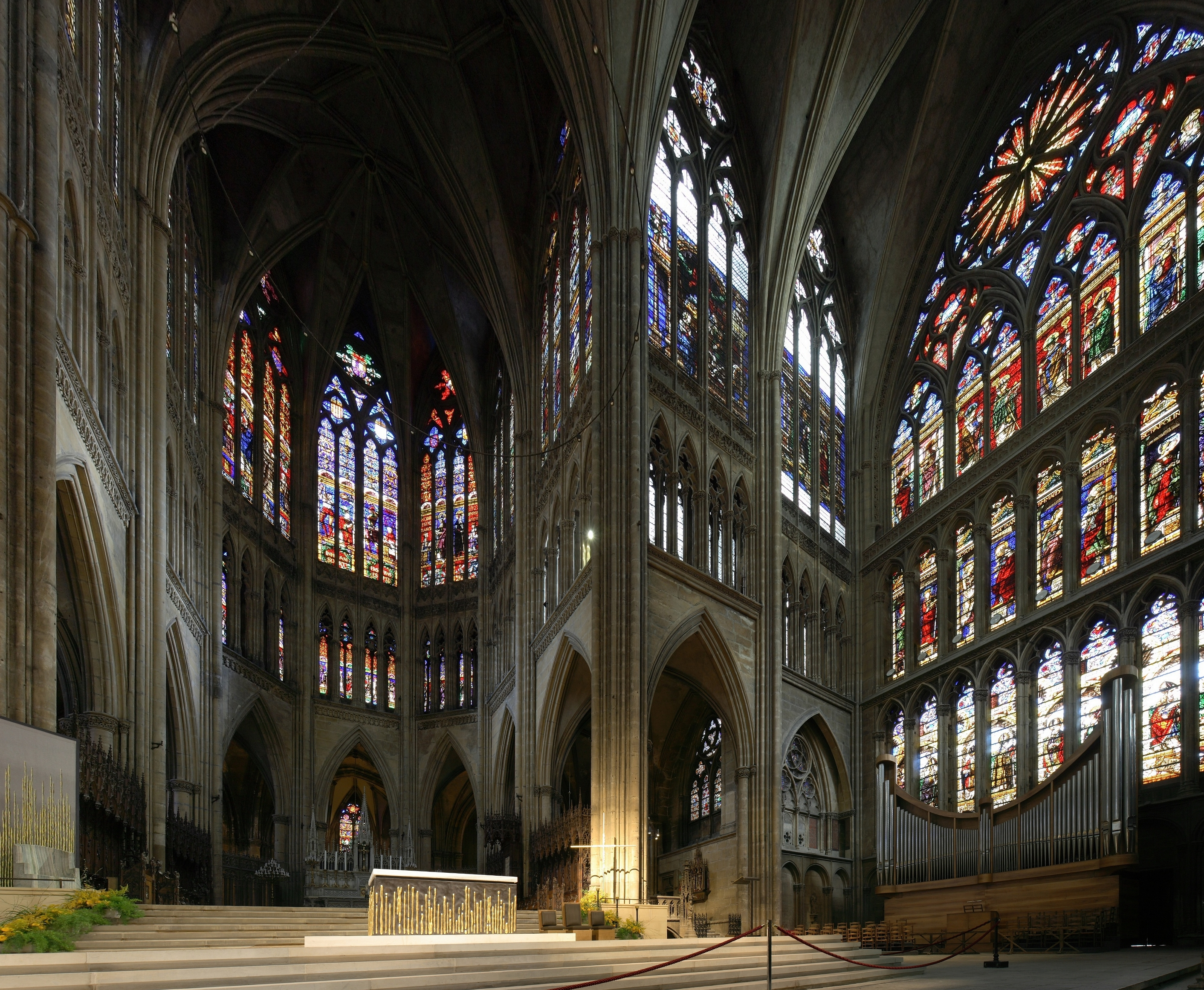
Chorfenster und südliches Querhaus in der Kathedrale von Metz

Nur wenige Informationen sind über das Leben von Valentin Bousch überliefert. Er war von 1514 bis 1520 für die Kirche von Saint-Nicolas-de-Port tätig. Hier sind mehrere Fenster und die Rosette von ihm. Seine Fenster wurde 1521 bis 1526 eingesetzt. Er schuf ebenfalls Fenster in der Prioratskirche von Varangéville, die während des Ersten Weltkriegs zerstört wurde.
Am 25. September 1518 wurde Valentin Bousch zum Glasmaler der Kathedrale von Metz ernannt. Er richtete seine Werkstatt in der Stadt ein und schuf im Laufe der folgenden Jahre für die Kathedrale die Fenster des Chors und für die Südseite des Querhauses. Gleichzeitig schuf er im Auftrag der Patrizier der Stadt Metz Fenster für Wohnhäuser, Kirchen und Kapellen in der Stadt und der Umgebung.
Er fertigte auch Ölgemälde an.